# Microlophichthys
Microlophichthys es un género de peces oníricos que pertenece a la familia Oneirodidae, del orden Lophiiformes. Fue reconocida en 1932, por los ictiólogos Charles Tate Regan y Ethelwynn Trewavas.

## Especies
Especies reconocidas:
- Microlophichthys andracanthus Bertelsen, 1951
- Microlophichthys microlophus Regan, 1925

### Lectura recomendada
- Rep. Carlsberg Ocean-Exped., 1928-30, 2, 77.
- Eschmeyer, William N., ed. 1998. Catalog of Fishes. Special Publication of the Center for Biodiversity Research and Information, no. 1, vol 1-3. 2905.